# Hydrochus equicarinatus
Hydrochus equicarinatus är en skalbaggsart som beskrevs av Willis Blatchley 1928. Hydrochus equicarinatus ingår i släktet Hydrochus och familjen gyttjebaggar. Inga underarter finns listade i Catalogue of Life.